# 플라스마트론
플라스마트론(Plasmatron) 또는 기술적으로 PALC(plasma addressed liquid crystal)는 1990년대 테크트로닉스와 소니가 개발한 컬러 TV 디스플레이 기술이다. PALC 디스플레이는 액정으로 형성된 행과 플라스마 셀로 형성된 열을 결합하며, 후자는 기존 LCD의 트랜지스터 스위칭을 대체한다. PALC가 성공적으로 개발되었지만, 박막 트랜지스터 기반 LCD 장치가 개선되어 PALC의 장점이 상쇄되었다. PALC 개발은 2000년대 초반부터 대부분 포기되었다.